# Louis Jorrand
Pour les articles homonymes, voir Jorrand.
Louis Jorrand, né le 29 août 1756 à Moutier-d'Ahun (province de la Marche, actuel département de la Creuse), mort le 12 juin 1845 à Ahun (Creuse), est un homme politique français.

## Biographie
Louis Jorrand est le fils de François Jorrand, notaire royal, et de Marianne Tixier. Licencié en droit en 1778, il succède à son père comme notaire en 1780 avec une dispense d'âge.

## Carrière politique
La monarchie constitutionnelle mise en place par la constitution du 3 septembre 1791 prend fin à l'issue de la journée du 10 août 1792 : les bataillons de fédérés bretons et marseillais et les insurgés des faubourgs de Paris prennent le palais des Tuileries. Louis XVI est destitué et incarcéré à la tour du Temple avec sa famille. 
En septembre 1792, Louis Jorrand, alors administrateur de la Creuse, est élu député du département, le cinquième sur sept, à la Convention nationale. 
Il siège sur les bancs de la Plaine. Lors du procès de Louis XVI, il vote la détention durant la guerre et le bannissement un an après la paix, et se prononce en faveur de l'appel au peuple mais rejette le sursis à l'exécution. En avril 1793, il vote contre la mise en accusation de Jean-Paul Marat, en affirmant que le député de la Seine et rédacteur de L'Ami du peuple est fou : « je crois donc, jusqu'à de plus amples éclaircissements, que sa place est aux Petites-Maisons ». En mai, il vote en faveur du rétablissement de la Commission des Douze. En floréal an III (mai 1795), il est élu membre de la Commission des Vingt-et-Un chargée d'examiner la conduite de Joseph Le Bon, député du Pas-de-Calais et représentant en mission accusé d'exactions durant sa mission à Arras. 
Sous le Directoire, Louis Jorrand est élu député au Conseil des Cinq-Cents. Lors du renouvellement de ventôse an V (mars 1797), il est tiré au sort pour rester jusqu'en prairial an VI (mai 1798).
Après le coup d'État du 18 brumaire, il est membre du Conseil général de la Creuse de l'an VIII à 1816, tout en continuant à exercer sa profession de notaire.

## Sources
- Dictionnaire des députés français de 1789 à 1889, p. 421 à 430